# Nařízení č. 261/2004
Nařízení Evropského parlamentu a Rady (ES) č. 261/2004 stanoví společná pravidla náhrad a pomoci v letecké dopravě v případě odepření vstupu na palubu, zrušení nebo významného zpoždění letů. Nařízení vstoupilo v platnost 17. února 2005.

## Použitelnost
Nařízení se týká takového cestujícího, který se dostal do následující situace:
1. byl mu odepřen nástup na palubu proti jeho vůli.
2. jeho let byl zrušen.
3. jeho let byl opožděn.

## Oblast působnosti
Toto nařízení se vztahuje na všechny cestující, kteří:
1. odlétli z letiště umístěného na území členského státu Evropské unie.
2. přilétli na letiště, umístěné na území členského státu Evropské unie z letiště umístěného na území třetí země pokud je provozující letecký dopravce dopravcem Evropského společenství.

Aby mohl cestující nárokovat náhrady v letecké dopravě, musí předložit platnou letenku. Náhrady se netýkají takových cestujících, kteří cestují bezúplatně nebo za snížené ceny, které nejsou veřejnosti přímo nebo nepřímo dostupné. To se týká např. pilotů cestujících v rámci sítě aerolinky za účelem výkonu povolání. Nárok na náhradu však mají cestující, kteří obdrželi letenku na základě programu pro často cestující zákazníky, nebo na základě jiných obchodní programů.

### Zrušení letu
Pokud je cestující o zrušení letu informován více než dva týdny před odletem, je mu nahrazena pořizovací cena letenky. 
Pokud je cestující o zrušení letu informován méně než dva týdny před odletem, má právo na:
- náhradu škody podle pravidel uvedených níže, nebo
- přesměrováním za srovnatelných dopravních podmínek a při nejbližší příležitosti do jeho zvolené destinace, v pozdější době je to možné jen je-li to v souladu s přáním cestujícího. V případě přesměrování do jiného letiště ve městě nebo regionu, je letecká společnost povinna zajistit na své náklady přepravu buď na původní letiště, nebo na místo dohodnuté s cestujícím.

V případě přesměrování náleží cestujícímu též pomoc v podobě stravy a přiměřeného občerstvení, dvou telefonních hovorů, dvou zpráv faxem, telefaxem nebo elektronickou poštou, vše zdarma.
Jestliže je očekávaný den nového odletu alespoň následující den po plánovaném odletu zrušeného letu, náleží cestujícímu pomoc v podobě ubytování v hotelu a přeprava mezi letištěm a hotelem.

### Zpoždění letu
Pokud je cestujícímu zpožděn let:
- o více než dvě hodiny a u letů o délce nejvýše 1 500 km,
- o více než tři hodiny a u letů delších než 1 500 km v rámci EU,
- o více než tři hodiny a u letů v délce 1 500 km až 3 500 km,
- o více než čtyři hodiny u všech ostatních letů,

cestujícímu náleží náhrady podle odstavce zabývající se právem na náhradu škody. Délka letu se měří metodou ortodromické dráhy. Letecká společnost cestujícímu v případě zpoždění též nabídne pomoc spočívající v přiměřené stravě a občerstvení, jakož i 2 telefonní hovory zdarma. V případě, že je důvodně očekávaný čas odletu zpožděn takovým rozsahem, že bude až následující den, je cestujícímu poskytnuto ubytování v hotelu a přeprava mezi letištěm a hotelem.
Pro účely tohoto nařízení se zpoždění počítá do chvíle, kdy je prvnímu cestujícímu umožněn výstup z letadla. 
Pokud zpoždění trvá více než 5 hodin, je cestujícímu nabídnuta náhrada pořizovací ceny letenky, nebo zpáteční let do původního místa odletu při nejbližší příležitosti.

## Právo na náhradu
Pokud se cestující může opřít o toto nařízení, pak mu vznikají následující práva na náhrady:
- ve výši 250 EUR u všech letů o délce nejvýše 1 500 km
- ve výši 400 EUR u všech letů v rámci EU o délce delších než 1 500 km
- ve výši 400 EUR u všech ostatních letů o délce od 1 500 km do 3 500 km
- ve výši 600 EUR u všech ostatních letů (tzn. o délce větší než 3 500 km)

Náhrada škody se vyplatí hotově, elektronickým bankovním převodem, bankovními příkazy nebo bankovními šeky nebo, v případě dohody podepsané cestujícím, cestovními poukazy nebo jinými službami.